# Beisenburg

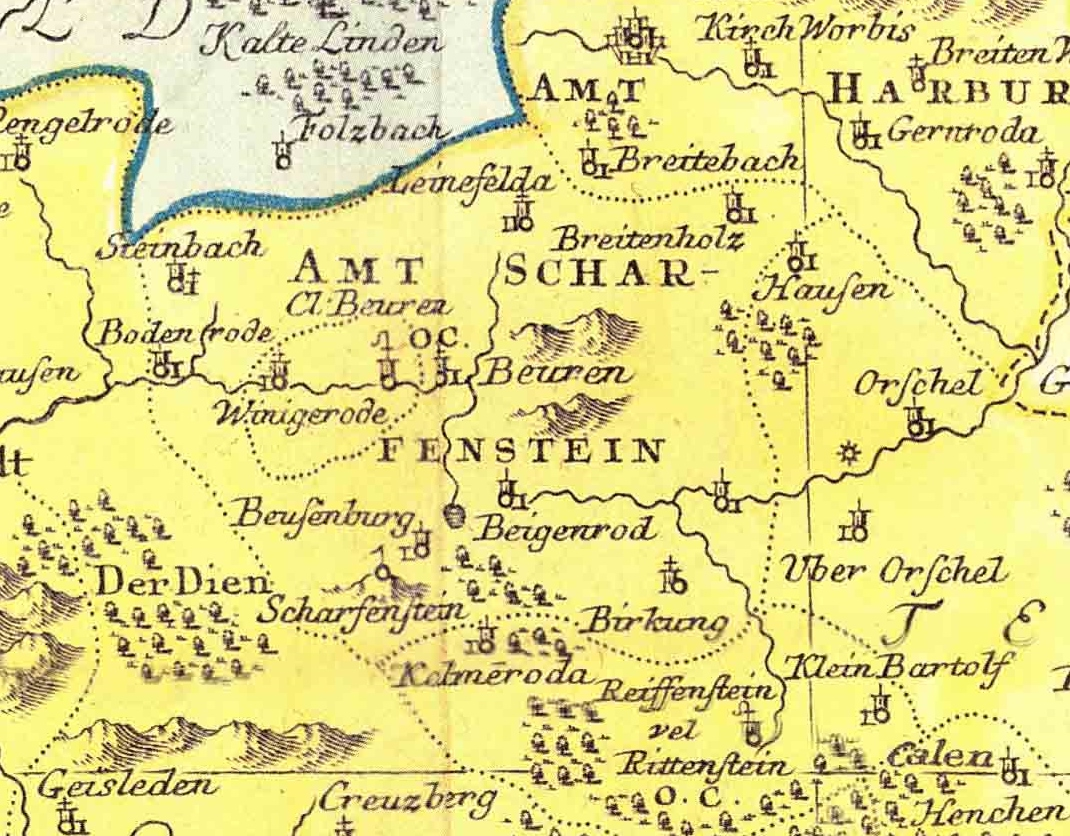
Lage des Ortes Beusenburg im Amt Scharfenstein

Die Wüstung Beisenburg oder Poyseburg befindet sich im Gebiet der Stadt Leinefelde-Worbis im Landkreis Eichsfeld in Thüringen.

## Lage
Der ehemalige Ort befindet sich etwa einen Kilometer südlich von Beuren unterhalb der Burg Scharfenstein im Quellbereich eines kleinen Zuflusses zum Rohrbach, einem Nebenarm der Leine. Die Gemarkung umfasste etwa 400 Morgen Ackerland und Wald zwischen den Orten Beuren im Norden, der jetzigen Wüstung Rohrbach im Osten und der Burg Scharfenstein im Süden. Die Kreisstraße von Beuren nach Kreuzebra führt nahe der Siedlungsstelle vorbei.

## Geschichte des Vorwerkes

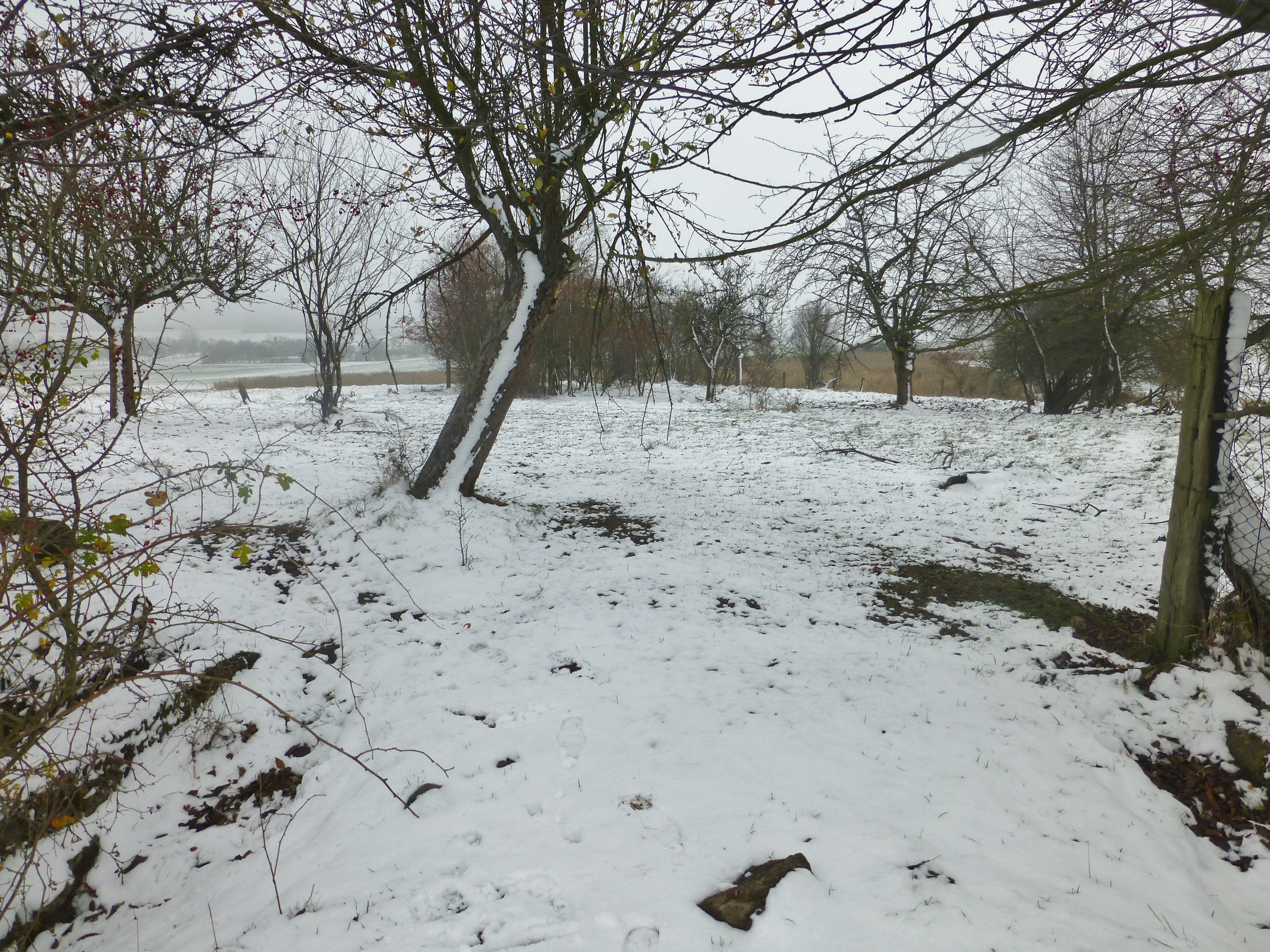
Ehemaliges Gutshofgelände

In historischen Urkunden findet man vielfältige Schreibweisen für Beisenburg, unter anderem Poyse-, Poise-, Peuse- oder Beusenburg. Der Ort wurde 1412 erstmals als ein Vorwerk unterhalb der Burg Scharfenstein erwähnt, genannt die Poyseburg, bestehend aus einem Sedelhof, Gärten, Acker, Wald und mehreren Teichen. Tile von Bodungen verkaufte den Brüdern Hans, Heinrich, Hermann und Berthold von Wintzingerode seinen Lehnsbesitz auf der Burg Scharfenstein und das Vorwerk. Lehnsherr war der jeweilige Erzbischof von Mainz. Ob die Beisenburg als unmittelbares Vorwerk der Burg Scharfenstein anzusehen ist, kann nicht belegt werden. Um 1577 wurde das Vorwerk Beusenburg mit allen Besitzungen wieder als Mainzer Lehen genannt.
Anfang des 17. Jahrhunderts waren zwei Meier auf dem Hof nachweisbar. 1737 gab es einen Vertragsentwurf zum Verkauf an Hans Kaspar Hagen. Bis zum Anfang des 19. Jahrhunderts bildete die Beusenburg im Königreich Westphalen und danach im Königreich Preußen einen eigenständigen Gutsbezirk. 1836 wurde das Gut schließlich an einige Bauern in Beuren verkauft und die Gemarkung nach Beuren eingegliedert. Die Gebäude wurden danach abgebrochen.
Heute findet man am Ort der Gutssiedlung ein ehemals eingezäuntes Areal mit verschiedenen Bäumen, Gebäudereste sind nicht mehr vorhanden, aber ein historischer Schacht ist noch erkennbar.

## Vermutete Burgstelle „Altenburg“

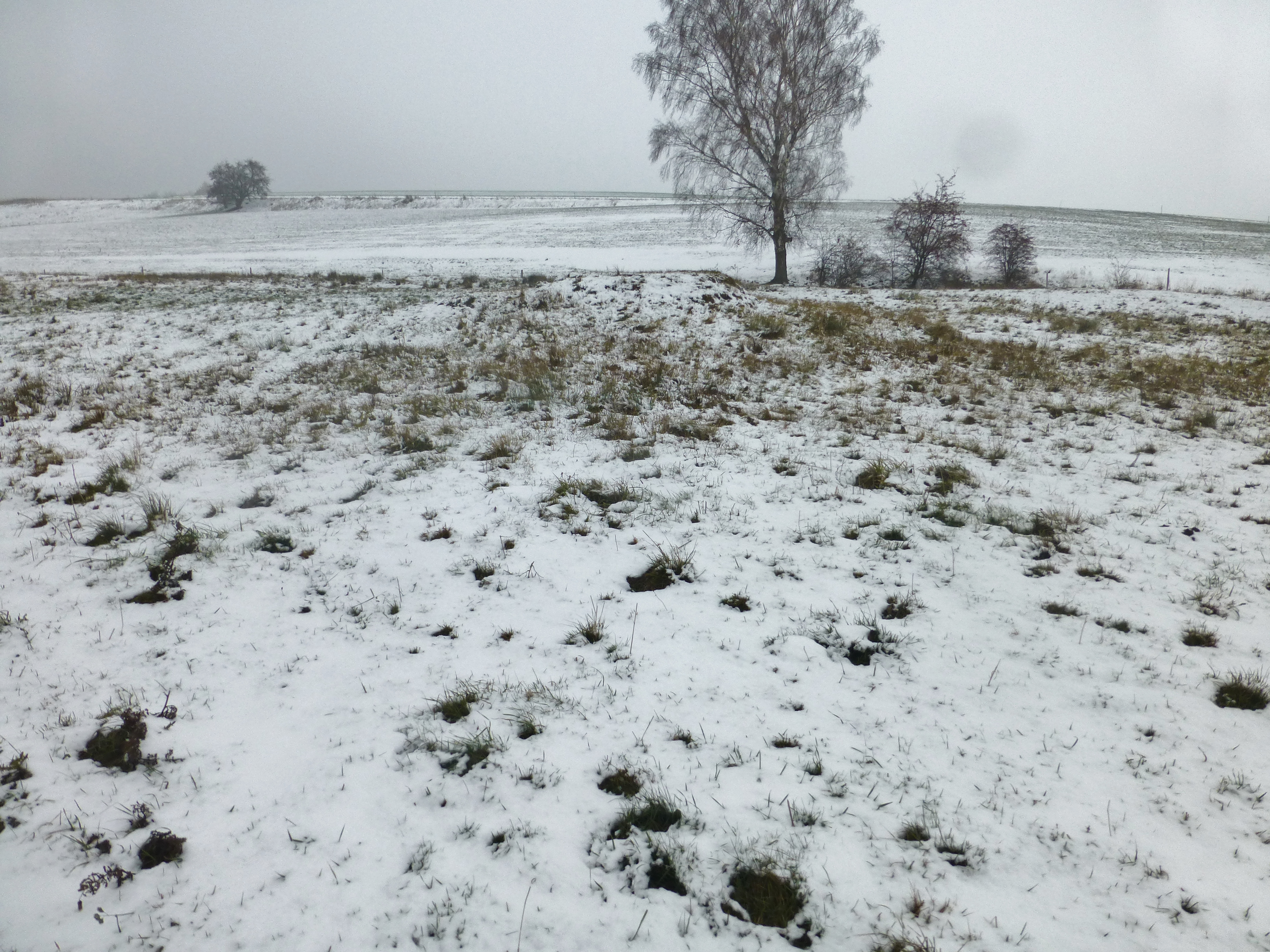
Vermutliches Burgareal mit kleinem Hügel

Dicht bei dem ehemaligen Gutsgelände sind zwei (bzw. drei) nebeneinander liegende Hügel nachweisbar. Diese Hügel, mit den Abmessungen von 30 × 35 Meter und 10 × 12 Meter, können als mittelalterliche Befestigungsanlagen gedeutet werden. 
In einer Karte aus dem 18. Jahrhundert wurde das Gelände als Altenburg samt den Teichen bezeichnet, was auf eine Wasserburg schließen lässt. Noch heute handelt es sich um ein sumpfiges Areal im Quellhorizont des auch Sellraine oder Seltenreine genannten Baches. Ob die Wasserburg und der Wirtschaftshof gleichzeitig existiert haben, ist nicht bekannt, zum Zeitpunkt der Ersterwähnung des Vorwerkes hat sie vermutlich nicht mehr bestanden. Unmittelbare schriftliche Erwähnungen einer Burg an dieser Stelle gibt es nicht, lediglich der Name -burg deutet darauf hin.
Ob es sich bei dieser Burg um das dicht bei der Burg Scharfenstein gelegene castrum David handelt, welches im Jahr 1303 erwähnt wurde, kann nicht belegt werden, möglicherweise befindet sich die ebenfalls verschwundene Davidsburg auf dem Köpfchen bei Beinrode.